# УАЗ Симба
УАЗ-3165М «Симба» — опытный полноприводный короткокапотный микроавтобус повышенной проходимости, среднего класса, с колёсной базой 3000 мм. Представляет собой II поколение фургонов и микроавтобусов повышенной проходимости Ульяновского автозавода. Так же как и модели УАЗ-3160/3162 (3163), разрабатывался в качестве отдельной линейки продукции завода, предназначенной для гражданских лиц.
Главными конструктивными отличиями от предыдущего поколения (УАЗ-452) являются:
- пружинная передняя зависимая подвеска — вместо рессорной (идентично разнице между УАЗ-3162 и УАЗ-469)
- двухобъёмный кузов капотной компоновки, в котором двигатель отделён от пассажирского пространства и располагается спереди — вместо двигателя, размещённого в салоне.

Последнее решение обусловлено современными требованиями безопасности: идентичное изменение претерпели микроавтобусы производств РАФ — на (так же невышедшей) модели, опытный образец которой носил обозначение М1, и «Volkswagen» — на модели «Transporter» четвёртого поколения (T4).
По ряду узлов микроавтобус унифицирован с внедорожником УАЗ-3162. В варианте с удлинённым на 250 мм задним свесом и приподнятой на 460 мм крышей автомобиль способен перевозить тринадцать пассажиров.
Предполагалось применить на УАЗ-3165 4-цилиндровый бензиновый 2,9-литровый мотор УМЗ-249.10 мощностью 132 л. с. и механическую 5-ступенчатую коробку передач или турбодизельный двигатель ЗМЗ-5143.10 мощностью 98 л. с. Полная масса машины — 3 т, максимальная скорость 142—160 км/ч. Радиус разворота 6,1 м.
В 2003 году появилась модернизированная версия УАЗ-3165М. Изменения коснулись экстерьера кузова, автомобиль получил новую оптику и отделку салона.
В серийное производство автомобиль запущен не был. По некоторым источникам всего было построено три таких машины. Его место вынужденно заняла изначально военная модель предыдущего поколения: УАЗ-2206 и её разновидности. На выставках демонстрировались опытные образцы и были представлены следующие модификации:
- УАЗ-3165 — минивэн с двигателем ЗМЗ-409;
- УАЗ Combi — минивэн с высокой пластиковой крышей;
- УАЗ-27722 «Скорая помощь»;
- УАЗ-2365 — грузовой с бортовой платформой;
- УАЗ-2970 — с гибридным дизель-электрическим двигателем.

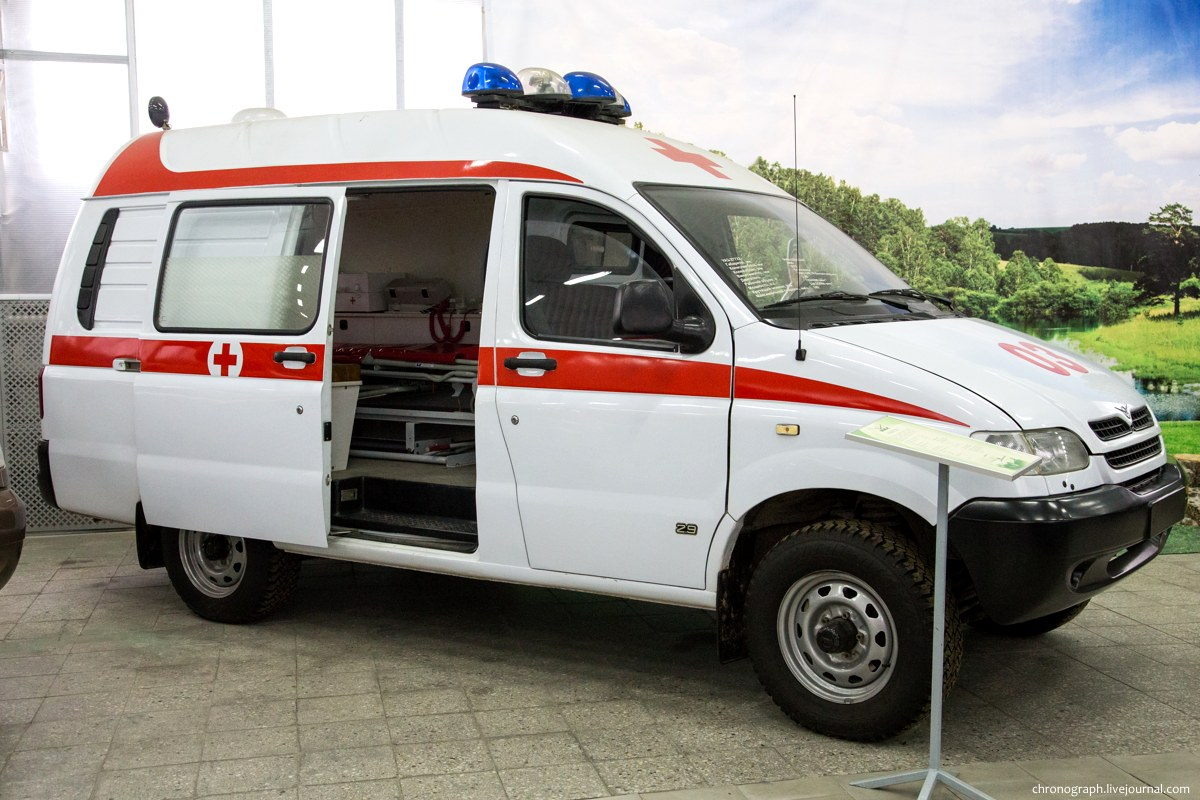
«Скорая помощь» УАЗ-27722
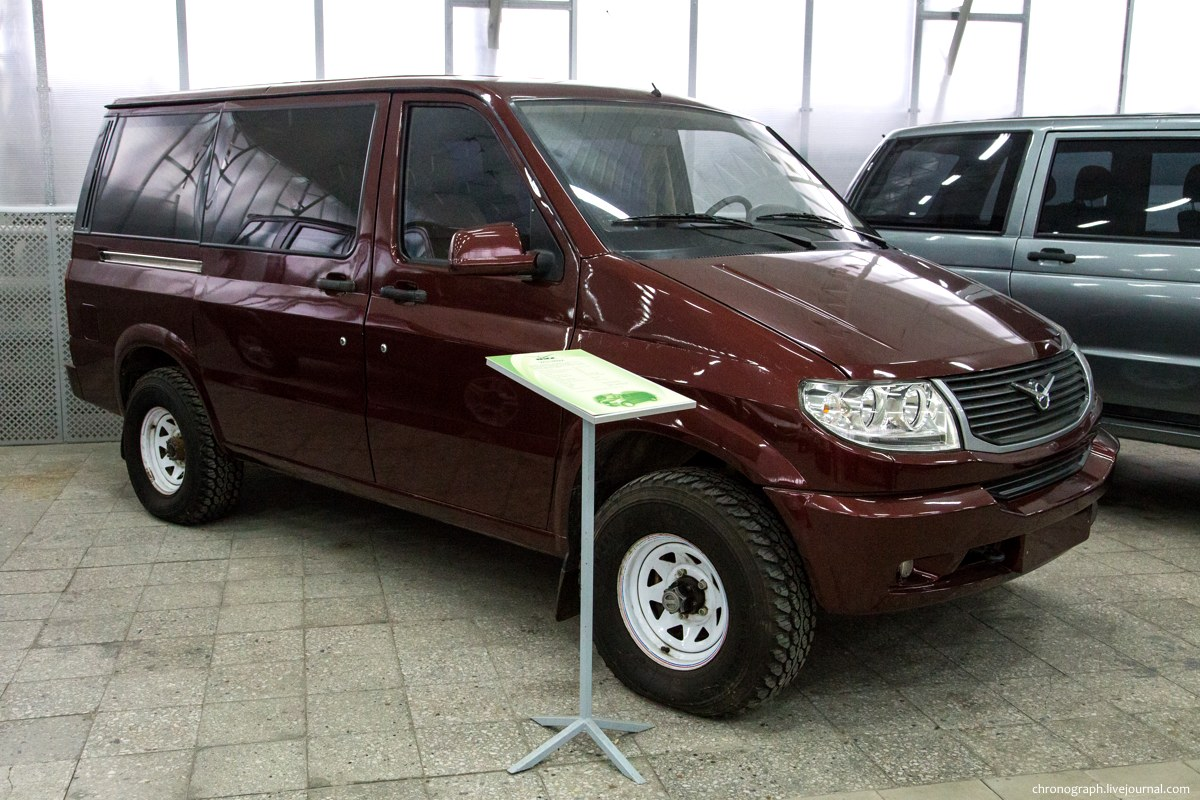
УАЗ-3165М

### Военная модификация — УАЗ-2970
Также, была предусмотрена модификация данного автомобиля для нужд вооружённых сил, которая являлась прямой заменой УАЗ-452 (2206). Конструктивно опытный образец военной модификации отличался от гражданской независимой передней подвеской торсионного типа (как у военного внедорожника ЛуАЗ-967) — вместо зависимой, пружинной, и гибридной силовой установкой на основе генератора и тяговых аккумуляторных батарей.
Заметными отличиями во внешнем виде являются:
- рублённая, плоская лицевая часть кузова;
- более простая светотехника, позаимствованная у микроавтобуса предыдущего поколения;
- металлические стальные бампера — вместо пластмассовых;
- стальные (штампованные) колёса;
- стёкла боковых и задних окон, посаженные в проёмы при помощи резиновых уплотнителей;
- окраска защитным, маскирующим цветом.[9]